# Christina Geiger (Fußballspielerin)
Christina Geiger (* 22. September 1983 in Bad Dürkheim) ist eine ehemalige deutsche Fußballspielerin und heutige -trainerin.

## Karriere
Geiger spielte in ihrer aktiven Karriere die meiste Zeit für den TuS Niederkirchen (später 1. FFC 08 Niederkirchen, u. a. als Spielführerin). Als Auswahlspielerin durchlief sie alle Mannschaften des Südwestdeutschen Fußballverbands von der U15 bis zur U21, auch hier teils als Spielführerin. Ihre Position auf dem Feld war stets das zentrale Mittelfeld.

### Spielerin
Geiger begann mit sechs Jahren in der männlichen Jugend des TSV Neuleiningen, wo sie von der F- (1989) bis zur C-Jugend (1997) spielte. In der Saison 1997/1998 durfte sie mit Sondergenehmigung für Verbandsauswahl-Spielerinnen noch ein drittes Jahr in der C-Jugend spielen. Parallel begann sie beim TuS Niederkirchen in der weiblichen U14- und U16-Mannschaft zu spielen. Ab der Saison 1999/2000 gehörte sie dem Kader der Bundesligamannschaft an, bei dem sie in der Saison zuvor bereits mit trainiert hatte, jedoch altersbedingt nicht eingesetzt werden durfte. Ihr Debüt gab sie am 29. August 1999 (1. Spieltag) beim 3:0-Sieg über den 1. FC Nürnberg mit ihrer Einwechslung in der 88. Minute. Im Spiel gegen den FFC Flaesheim-Hillen am 21. November 1999, das mit 1:0 gewonnen werden konnte, war sie beste Spielerin.
Insgesamt spielte sie zwei Jahre in der Bundesliga, 7 ½ Jahre in der 2. Bundesliga und 1 ½ Jahre in der drittklassigen Regionalliga Südwest. Die Saison 2004/05 bestritt sie für den Ligakonkurrenten SC Siegelbach, bevor sie nach Niederkirchen zurückkehrte.
Da der TuS Niederkirchen 2008 keine weitere Lizenz für die 2. Bundesliga für die nächste Saison beantragt hatte, musste die Mannschaft trotz erfolgreicher Platzierung auf einem Nicht-Abstiegsplatz am Ende der Saison in die Regionalliga Südwest absteigen und unter dem Dach des neu gegründeten Vereins 1. FFC 08 Niederkirchen starten. Nach verpasstem direkten Wiederaufstieg in die 2. Bundesliga wechselte sie im Winter der Saison 2009/2010 zum TuS Wörrstadt, für den sie in der Rückrunde in der 2. Bundesliga in allen Spielen über die gesamte Spieldauer eingesetzt wurde und dann im Sommer 2010 ihre aktive Karriere beendete. Ihr letztes Bundesligaspiel bestritt sie am 9. Mai 2010 (22. Spieltag) bei der 0:1-Niederlage im Auswärtsspiel gegen den seinerzeitigen Meister und Aufsteiger in die Bundesliga Bayer 04 Leverkusen.

### Funktionärin
Geiger war während und nach ihrer aktiven Zeit im Sportbereich tätig:
- Team Liaison Officer im Auftrag des Deutschen Fußball-Bundes bei der FIFA U20-Frauenfußball Weltmeisterschaft 2010 in Deutschland
- Trainerin bei Fußballcamps des 1. FFC 08 Niederkirchen, SC Hohenweiler 72 (Österreich)[8][9] und TSV Tettnang[10]
- Trainerin einer männlichen G-Junioren Mannschaft (VfR Grünstadt)
- Planung von Fußballcamps und Turnieren
- Diverse ehrenamtliche Tätigkeiten beim 1. FFC 08 Niederkirchen (Unterstützung für die Gestaltung und Inhalte der Vereins-Homepage, Scouting und Vermittlung von Spielerinnen, Gegneranalysen, Mitarbeit bei Veranstaltungen und Sponsoren-Terminen)

### Coach
Geiger arbeitet heute nebenberuflich selbstständig als Coach, u. a. im Sportbereich. Sie unterstützt Trainer, Sportler und Funktionäre bei deren Persönlichkeitsentwicklung und Potenzialentfaltung.

## Erfolge
- Aufstieg in die 1. Frauenfußball-Bundesliga
- 3 × Meister Regionalliga Südwest
- 2 × DFB-Pokal Achtelfinale
- 2 × Teilnahme DFB-Hallenpokal
- 6 × Verbandspokalsieger Südwestdeutscher Fußballverband[12]
- Teilnahme an mehreren DFB Länderpokalen für Landesverbände / Sichtungsturnieren in Duisburg
- Verbands-, Pokal- und Hallenmeisterschaften im U14 und U16 Bereich Mädchen-Fußball